# Sikrevet
Sikrevet is een Zweeds rotseiland en / zandbank behorend tot de Lule-archipel. Het eiland ligt ten westen van Kluntarna en behoort tot het Natuurreservaat Kluntarna. Het heeft geen oeververbinding en is onbebouwd.
Björkskäret · Granskäret · Kluntarna · Lillbjörnen · Lillhällan · Sikhällan · Sikrevet · Stor-Kallgröten · Storhällan · Spålgrundet